# Dorukhan Toköz
Dorukhan Toköz (Eskişehir, 21 mei 1996) is een Turks voetballer die doorgaans speelt als middenvelder. In augustus 2025 verruilde hij Eyüpspor voor Kayserispor. Toköz maakte in 2019 zijn debuut in het Turks voetbalelftal.

## Clubcarrière
Toköz speelde vanaf 2009 in de jeugdopleiding van Eskişehirspor en wist ook bij die club door te breken. Zijn debuut maakte hij op 3 december 2015, toen in de Türkiye Kupası met 0–1 gewonnen werd van Menemen Belediyespor. Toköz mocht in de basis starten en hij speelde het gehele duel mee. Elf minuten voor rust tekende hij voor het enige doelpunt van de wedstrijd. In het eerste seizoen van Toköz in de hoofdmacht degradeerde Eskişehirspor naar de 1. Lig. Hier maakte de middenvelder op 19 maart 2017 zijn eerste competitiedoelpunt, tegen Göztepe. Erkan Zengin opende de score en Toköz verdubbelde de voorsprong. Via doelpunten van Chikeluba Ofoedu en Hasan Hüseyin Acar won Eskişehirspor uiteindelijk met 4–0.
In de zomer van 2018 maakte de Turk transfervrij de overstap naar Beşiktaş, waar hij zijn handtekening zette onder een verbintenis voor de duur van drie seizoenen. In zijn derde jaar werd hij met Beşiktaş zowel Turks landskampioen als bekerwinnaar. Na dat seizoen vertrok Toköz transfervrij, waarop hij voor drie jaar tekende bij Trabzonspor. Na twee seizoenen mocht hij transfervrij vertrekken, waarop Adana Demirspor hem een contract gaf voor drie seizoenen met een optie op een jaar extra. Een jaar later vertrok hij desondanks transfervrij naar Eyüpspor en in 2025 naar Kayserispor.

## Clubstatistieken
| Seizoen | Club            | Competitie | Competitie | Competitie | Beker | Beker | Internationaal | Internationaal | Totaal | Totaal |
| Seizoen | Club            | Competitie | Wed.       | Dlp.       | Wed.  | Dlp.  | Wed.           | Dlp.           | Wed.   | Dlp.   |
| ------- | --------------- | ---------- | ---------- | ---------- | ----- | ----- | -------------- | -------------- | ------ | ------ |
| 2015/16 | Eskişehirspor   | Süper Lig  | 4          | 0          | 7     | 1     | —              | —              | 11     | 1      |
| 2016/17 | Eskişehirspor   | 1. Lig     | 24         | 2          | 0     | 0     | —              | —              | 24     | 2      |
| 2017/18 | Eskişehirspor   | 1. Lig     | 32         | 1          | 0     | 0     | —              | —              | 32     | 1      |
| 2018/19 | Beşiktaş        | Süper Lig  | 20         | 3          | 0     | 0     | 5              | 0              | 25     | 3      |
| 2019/20 | Beşiktaş        | Süper Lig  | 7          | 0          | 0     | 0     | 2              | 0              | 9      | 0      |
| 2020/21 | Beşiktaş        | Süper Lig  | 31         | 0          | 4     | 0     | 2              | 0              | 37     | 0      |
| 2021/22 | Trabzonspor     | Süper Lig  | 29         | 2          | 3     | 0     | 0              | 0              | 32     | 2      |
| 2022/23 | Trabzonspor     | Süper Lig  | 6          | 0          | 1     | 0     | 0              | 0              | 7      | 0      |
| 2023/24 | Adana Demirspor | Süper Lig  | 20         | 0          | 1     | 0     | 4              | 0              | 25     | 0      |
| 2024/25 | Eyüpspor        | Süper Lig  | 18         | 0          | 4     | 0     | —              | —              | 22     | 0      |
| 2025/26 | Kayserispor     | Süper Lig  | 0          | 0          | 0     | 0     | —              | —              | 0      | 0      |
| Totaal  | Totaal          | Totaal     | 191        | 8          | 20    | 1     | 13             | 0              | 224    | 9      |

Bijgewerkt op 13 augustus 2025.

## Interlandcarrière
Toköz maakte zijn debuut in het Turks voetbalelftal op 22 maart 2019, toen een kwalificatiewedstrijd voor het EK 2020 gespeeld werd tegen Albanië. Door doelpunten van Burak Yılmaz en Hakan Çalhanoğlu won Turkije het duel met 0–2. Toköz moest van bondscoach Şenol Güneş op de reservebank beginnen en hij viel twintig minuten na rust in voor aanvoerder Emre Belözoğlu. Tijdens zijn vijfde interlandoptreden kwam Toköz voor het eerst tot scoren. Op 11 juni 2019 begon hij in de basis tegen IJsland, ook voor de EK 2020-kwalificatie. Hij zag Ragnar Sigurðsson twee doelpunten maken, voor hij wat terugdeed. In de tweede helft werd niet meer gescoord en de middenvelder werd gewisseld ten faveure van Güven Yalçın.
Toköz werd in juni 2021 door Güneş opgeroepen voor de Turkse selectie op het uitgestelde EK 2020. Op het toernooi werd Turkije uitgeschakeld in de groepsfase, na nederlagen tegen Italië (0–3), Wales (0–2) en Zwitserland (3–1). Toköz speelde alleen tegen Zwitserland mee. Zijn toenmalige teamgenoten Rıdvan Yılmaz (eveneens Turkije) en Domagoj Vida (Kroatië) waren ook actief op het EK.
| Interlands van Dorukhan Toköz voor Turkije | Interlands van Dorukhan Toköz voor Turkije | Interlands van Dorukhan Toköz voor Turkije | Interlands van Dorukhan Toköz voor Turkije | Interlands van Dorukhan Toköz voor Turkije | Interlands van Dorukhan Toköz voor Turkije |
| №                                          | Datum                                      | Wedstrijd                                  | Uitslag                                    | Competitie                                 | Goals                                      |
| Als speler bij Beşiktaş                    | Als speler bij Beşiktaş                    | Als speler bij Beşiktaş                    | Als speler bij Beşiktaş                    | Als speler bij Beşiktaş                    | Als speler bij Beşiktaş                    |
| ------------------------------------------ | ------------------------------------------ | ------------------------------------------ | ------------------------------------------ | ------------------------------------------ | ------------------------------------------ |
| 1                                          | 22 maart 2019                              | Albanië – Turkije                          | 0 – 2                                      | EK 2020 kwalificatie                       |                                            |
| 2                                          | 25 maart 2019                              | Turkije – Moldavië                         | 4 – 0                                      | EK 2020 kwalificatie                       |                                            |
| 3                                          | 2 juni 2019                                | Turkije – Oezbekistan                      | 2 – 0                                      | Vriendschappelijk                          |                                            |
| 4                                          | 8 juni 2019                                | Turkije – Frankrijk                        | 2 – 0                                      | EK 2020 kwalificatie                       |                                            |
| 5                                          | 11 juni 2019                               | IJsland – Turkije                          | 2 – 1                                      | EK 2020 kwalificatie                       | 40'                                        |
| 6                                          | 10 september 2019                          | Moldavië – Turkije                         | 0 – 4                                      | EK 2020 kwalificatie                       |                                            |
| 7                                          | 7 oktober 2020                             | Duitsland – Turkije                        | 3 – 3                                      | Vriendschappelijk                          |                                            |
| 8                                          | 11 november 2020                           | Turkije – Kroatië                          | 3 – 3                                      | Vriendschappelijk                          |                                            |
| 9                                          | 31 mei 2021                                | Turkije – Guinee                           | 0 – 0                                      | Vriendschappelijk                          |                                            |
| 10                                         | 20 juni 2021                               | Zwitserland – Turkije                      | 3 – 1                                      | EK 2020                                    |                                            |
| Als speler bij Trabzonspor                 |                                            |                                            |                                            |                                            |                                            |
| 11                                         | 24 maart 2022                              | Portugal – Turkije                         | 3 – 1                                      | WK 2022 kwalificatie                       |                                            |
| 12                                         | 29 maart 2022                              | Turkije – Italië                           | 2 – 3                                      | Vriendschappelijk                          |                                            |
| 13                                         | 4 juni 2022                                | Turkije – Faeröer                          | 4 – 0                                      | Nations League 2022/23                     |                                            |
| 14                                         | 11 juni 2022                               | Luxemburg – Turkije                        | 0 – 2                                      | Nations League 2022/23                     |                                            |

Bijgewerkt op 13 augustus 2025.

## Erelijst
| Competitie     |          |          |          |          |
| Competitie     | Aantal   | Jaren    |          |          |
| Beşiktaş       | Beşiktaş | Beşiktaş | Beşiktaş | Beşiktaş |
| -------------- | -------- | -------- | -------- | -------- |
| Süper Lig      | 1        | 2020/21  |          |          |
| Türkiye Kupası | 1        | 2020/21  |          |          |
| Trabzonspor    |          |          |          |          |
| Süper Lig      | 1        | 2021/22  |          |          |
| Süper Kupa     | 1        | 2022     |          |          |